# È stata la mano di Dio
È stata la mano di Dio (lit. ‘Ha estat la mà de Déu’) és una pel·lícula dramàtica italiana estrenada el 2021 que va ser escrita, dirigida i produïda per Paolo Sorrentino. Es tracta d'una història autobiogràfica en la qual confronta la tragèdia que va marcar la seva vida sent adolescent, la mort accidental dels seus pares per una fuga de gas, protagonitzada per Filippo Scotti, Toni Servillo, Teresa Saponangelo, Marlon Joubert, Luisa Ranieri, Renato Carpentieri, Massimiliano Gall, Betti Pedrazzi, Biagio Manna i Ciro Capano. La producció és de L'Apartment i Netflix, amb una durada de 129 minuts.
Va ser seleccionada per competir pel Lleó d'Or en el 78è Festival Internacional de Cinema de Venècia. La pel·lícula ha estat seleccionada per representar a Itàlia als Oscars 2022 en la secció de millor pel·lícula internacional. Està previst que es realitzi una estrena limitada el 24 de novembre de 2021, seguit de la seva incorporació al catàleg de la plataforma de streaming Netflix el 15 de desembre de 2021. A Espanya ha estat estrenada el 3 de desembre en alguns cinemes.

## Argument
Explica la història de l'angoixa i alliberament d'un jove a Nàpols, Itàlia. En la dècada de 1980, Fabietto Schisa de disset anys no seria més que un maldestre adolescent italià que intenta trobar el seu lloc de no ser per una increïble família que estima la vida i gaudeix amb les entremaliadures i entremetent-se en les complicades relacions del proïsme. Però un parell d'esdeveniments ho alteraran tot. D'una banda, l'arribada triomfal a Nàpols d'una llegenda divina de l'esport: Maradona, el reeixit ídol futbolístic que fascina tant al protagonista com a tota la conflictiva ciutat i els fa sentir un orgull que abans semblava impossible. I per un altre, un accident inconcebible que destrossarà la vida de Fabietto i marcarà el seu futur. Aparentment salvat per Maradona, tocat per la casualitat o per la mà de Déu, Fabietto lluita amb la naturalesa de la destinació, la confusió de la pèrdua i l'embriagadora llibertat d'estar viu.

## Elenc
- Filippo Scotti com Fabietto Schisa
- Toni Servillo com Saverio Schisa
- Teresa Saponangelo com Maria Schisa
- Luisa Ranieri com Patrizia
- Massimiliano Gall com Franco
- Renato Carpentieri com Alfredo
- Marlon Joubert com Marchino Schisa
- Betti Pedrazzi com Baronessa Focale
- Biagio Manna com Armant
- Ciro Capano com Capuano
- Enzo De Car com a Sant Gennaro
- Lli Musella com Marriettiello
- Roberto Oliveri com Maurizio

## Producció
El juliol de 2020, es va anunciar que Paolo Sorrentino escriuria, dirigiria i produiria la pel·lícula, juntament amb Netflix que s'encarregaria de la distribució. La direcció de fotografia està realitzada per Daria D'Antonio i la banda de so pel compositor Lele Marchitelli.
El setembre de 2020, Toni Servillo es va unir a l'elenc de la pel·lícula, i el rodatge va començar aquell mateix mes, a Nàpols, Itàlia. Altres llocs de rodatge van ser l'illa d'Stromboli al setembre del mateix any i més tard a la costa d'Amalfi.
L'avanç es va llançar en línia el 19 d'agost de 2021.

## Demanda judicial
El juliol de 2020, l'advocat de Diego Maradona va declarar que estava considerant accions legals contra la pel·lícula pel seu títol, ja que és una referència al gol de Maradona en la Copa Mundial de Futbol de 1986 contra Anglaterra, i l'ús de la imatge de Maradona no estava autoritzat. No obstant això, Netflix va afirmar que la pel·lícula no és una pel·lícula esportiva ni sobre Maradona, sinó una història personal inspirada en la joventut de Sorrentino.

## Estrena
La seva estrena mundial es va realitzar en el 78é Festival Internacional de Cinema de Venècia el 2 de setembre de 2021. La seva estrena a Itàlia el 24 de novembre de 2021, i posteriorment es podrà veure a tot el món a través de la plataforma de streaming Netflix el 15 de desembre de 2021.

## Premis
- León de Plata - Gran Premi Especial del Jurat - Festival Internacional de Cinema de Venècia, 2021.[10]
- Premio al millor actor o actriu juvenil Filippo Scott - Festival Internacional de Cinema de Venècia, 2021.
- 2021 - European Film Awards:
  - Candidatura a Millor Film
  - Candidatura a Millor Guionista
  - Candidatura a Millor Director Europeu